# Route nationale 675
Die Route nationale 675, kurz N 675 oder RN 675, war eine französische Nationalstraße, die von 1933 bis 1973 zwischen Contres und einer Straßenkreuzung mit der ehemaligen Nationalstraße 139 nördlich von Brantôme verlief. Ihre Gesamtlänge betrug 262 Kilometer. Bis 2006 wurde die abgestufte N 675 im Département Indre-et-Loire als Départementstraße 675 bezeichnet.